# Maláj köpködőkobra
A maláj köpködőkobra (Naja sputatrix) a mérgessiklófélék családjába tartozó, Jáván és a környező szigeteken honos kobrafaj.

## Megjelenése
A maláj köpködőkobra általában 1,3-1,5 méter hosszú kígyó. Törzse erőteljes, kissé lapított, farka hengeres. Feje lapított, ovális alakú, a nyaktól csak kissé különül el. Orra lekerekített. Szemei közepesen nagyok, pupillája kerek. Rokonaihoz hasonlóan ha fenyegetik, hosszú első bordái segítségével ki tudja feszíteni csuklyáját, amelyen a felnőttek többségnél nincs mintázat, de a fiataloknál sötét szélű O vagy U alakú minta figyelhető meg. Egyszínű, de lehet világos-, sötétbarna vagy egészen feketés is. Hasa valamivel világosabb árnyalatú. A fiatal példányoknál sötét toroksáv és kétoldalt torokfolt is található.
A Kis-Szunda-szigeteken a kobrák valamivel világosabb barnák és a torok- és csuklyaminták inkább megmaradnak felnőttkorban is.

## Elterjedése
Magyar nevével ellentétben nem Malajziában, hanem Jáván és a Kis-Szunda-szigeteken (Bali, Lombok, Sumbawa, Padar, Rinca, Komodo, Flores, Adonara, Lomblen és Alor) honos. 

## Életmódja
A síkvidéki (600 m tengerszinti fölötti magasságig) mocsarakban, bozótosokban, másodlagos erdőkben, füves síkságokon él, de igen gyakran megtalálható a rizsföldeken és ültetvényeken is. Lehetőleg vízközelben tartózkodik. Egerekkel, patkányokkal madarakkal, tojásokkal, gyíkokkal, békákkal táplálkozik. Inkább éjszaka aktív.
Ha fenyegetve érzi magát felemeli teste első részét és kifeszíti csuklyáját, de ha háborgatója nem tágít, habozás nélkül akár három méter távolságból az arcába köpi a mérgét, ami ha szembe kerül fájdalmasan maró érzést okoz; maradandó látáskárosulással, sőt vaksággal is járhat. 

## Mérge
A maláj köpködőkobra méreg citotoxikus, kardiotoxikus és neurotoxikus komponenseket is tartalmaz. A marás helye 2-3 órán belül megduzzad, kipirosodik, a helyi szövetpusztulás miatt kb. négy nap múlva nekrotizál és felhólyagosodik. Szisztémásan a tünetek fejfájás, szédülés, izomgyengeség, részleges bénulás vagy súlyos esetben a légzőizmok leállása halálhoz is vezethet. A szembe került mérget azonnal ki kell mosni (esetleg tejjel kiöblíteni), a szemben maradt méreg végleges vaksághoz vezethet.

## Természetvédelmi helyzete
A Természetvédelmi Világszövetség Vörös listáján a faj nem fenyegetett státusszal szerepel. Indonéziában rendszeresen vadásszák, elsősorban bőre miatt, de húsát is megeszik. A hagyományos orvoslásban epehólyagját, vérét és szívét is felhasználják. 2000-2009 között kb. 1,5 millió kígyóbőr került a piacra. 2011-ben a hivatalos adatok szerint 134 550 bőrt és 450 élő állatot exportáltak. A dísztárgyként, ruhaneműként feldolgozott kobrákat, illetve a belföldi kereskedelmet ezek az adatok nem tartalmazzák. A legtöbb kobrát a lakott területek környékén fogják és a befogott állatok mennyisége nem látszik csökkenni. A faj a washingtoni egyezmény II. függelékében szerepel, vagyis kereskedelme szabályozott körülmények között, kvóta alapján engedélyezett.

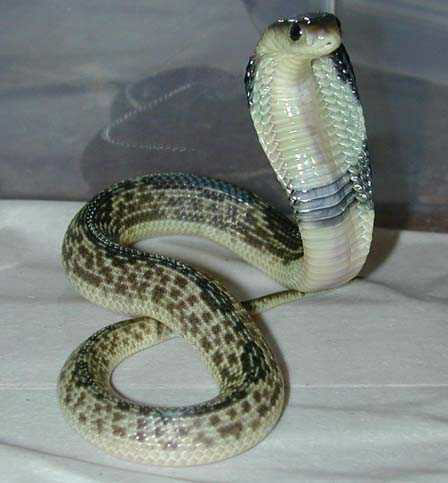
Fiatal kobra
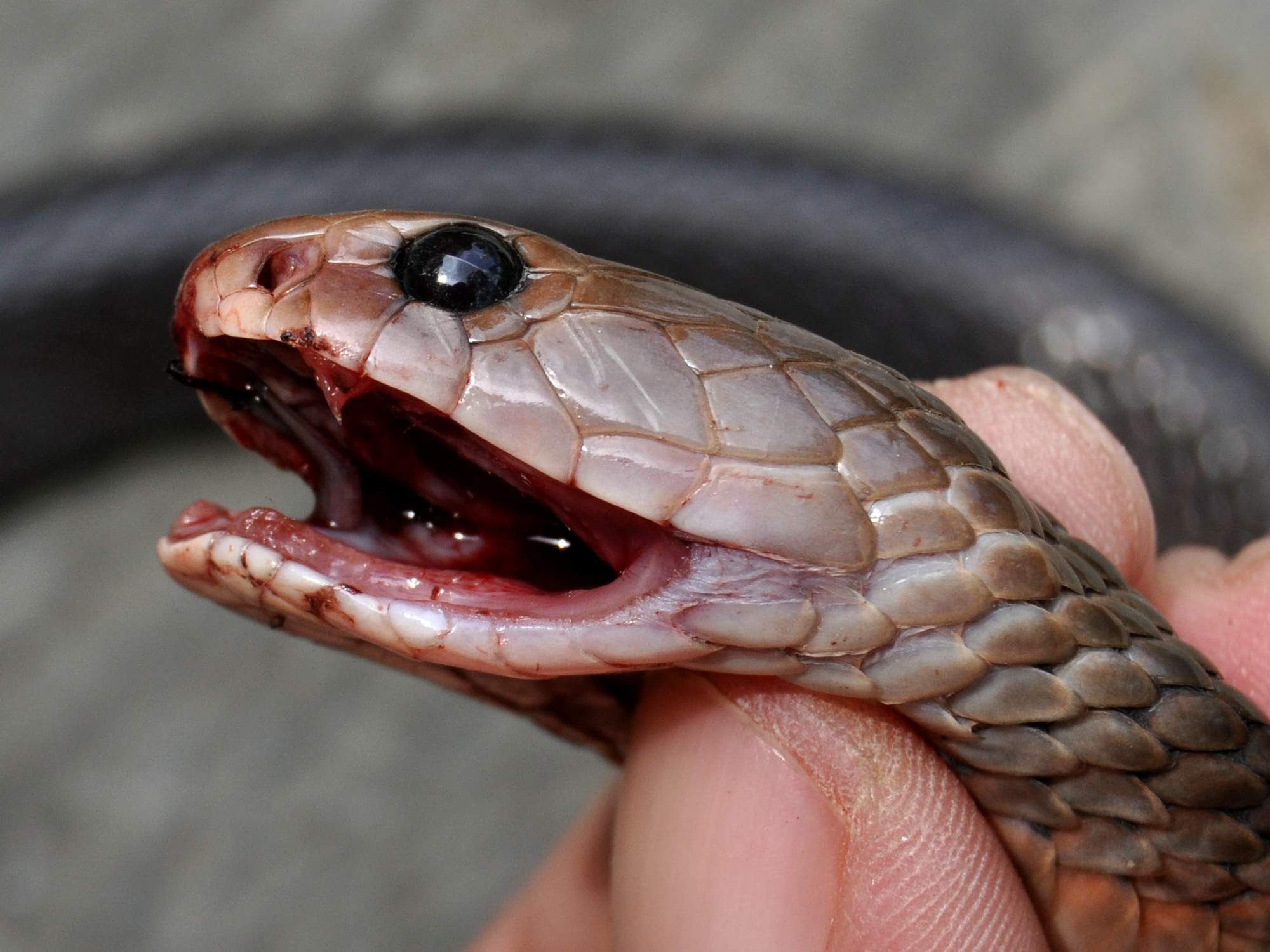
A feje közelről
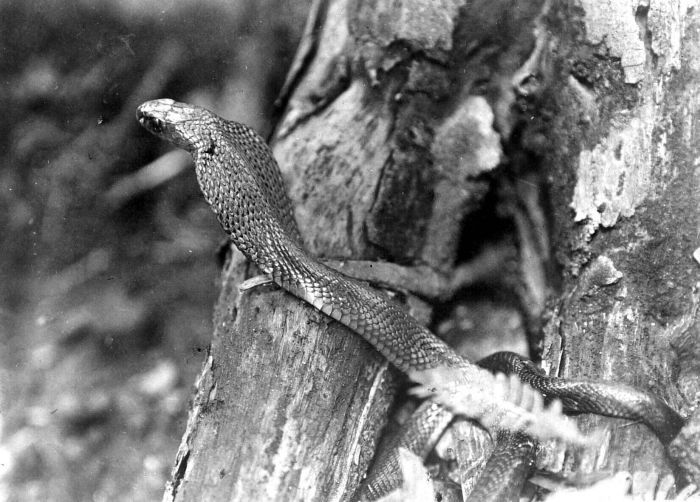
Felnőtt köpködőkobra
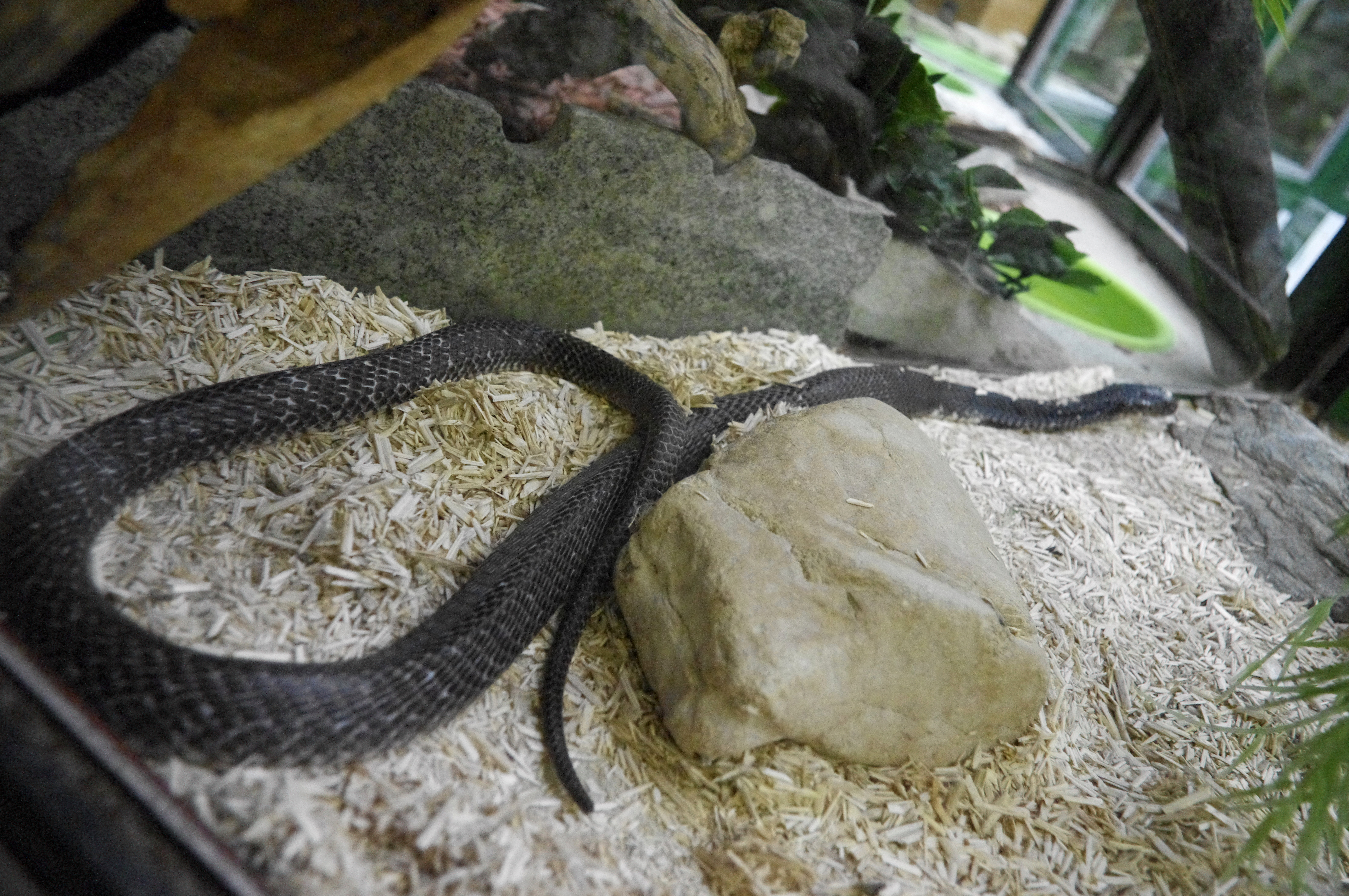
Fogságban (Franciaország)